# Linea Kalužsko-Rižskaja
La Linea Kalužsko-Rižskaja (in russo Калу́жско-Ри́жская ли́ния?) o linea 6 è una linea della metropolitana di Mosca, che in origine consisteva di due rami separati, Rižskaja e Kalužskaja, aperti rispettivamente nel 1958 e nel 1962. Solo nel 1971 essi furono uniti in un'unica linea, una volta completata la sezione centrale che corre da Oktjabr'skaja a Prospekt Mira. Questa fu anche la prima linea di Mosca ad avere una banchina di interscambio con altre linee. Il ramo Rižskij segue all'incirca il percorso del viale Prospekt Mira, mentre il ramo Kalužskij corre al di sotto di una via a sud-ovest della città, Ulica Profsojuznaja. Attualmente, la linea Kalužsko-Rižskaja è una delle più frequentate della rete, con un carico di passeggeri di 1,925 milioni al giorno. Si estende per 37,6 km, e il viaggio da un capolinea all'altro dura 56 minuti. Sulle cartine della metropolitana, è segnata con il colore arancione.

## Storia
La Linea Kalužsko-Rižskaja fu la prima di Mosca ad essere costruita in una nuova epoca, quando si oppose al vecchio lavoro manuale che aveva prodotto le stazioni più famose del sistema la politica di destalinizzazione operata da Nikita Chruščëv per accelerare la modernizzazione e lo sviluppo e per utilizzare le nuove tecniche di contenimento dei costi.
Ciononostante il disegno d'insieme della metropolitana fu completato nel 1954, quando divenne pienamente operativa la Linea Kol'cevaja. I progettisti della metropolitana di Mosca trovarono subito nuove aree di sviluppo, che si sarebbero sviluppate dalla linea circolare a raggiera. Il primo raggio divenne il ramo Rižskij, che si diresse verso nord da Botaničeskij sad (ora Prospekt Mira) lungo viale Mira, attraverso la stazione ferroviaria Rižskij, per raggiungere il neonato Centro di Esposizione di Tutta la Russia (stazione VDNCh). La costruzione iniziò a metà degli anni cinquanta e nel 1958 furono aperte le prime quattro stazioni del nuovo raggio. Queste prime stazioni mostrarono già una chiara transizione dagli elementi dell'architettura stalinista, in quanto il progetto originario fu modificato per renderlo più semplice ed estetico. I nuovi metodi di costruzione, come la diminuzione dei diametri delle arcate delle stazioni da 9,5 a 8,5 metri e i nuovi metodi di giunzione ridussero enormemente il tempo di costruzione.
All'estremità opposta dell'anello, fu progettato un secondo raggio - Kalužskij, che avrebbe seguito una rotta verso sud-ovest verso il nuovo quartiere Čerёmuški. Come i modesti edifici del quartiere, questo raggio non fu dotato di alcun elemento decorativo; per la prima volta fu creato un progetto per la costruzione di stazioni sotto la superficie secondo il modello Sorkonožka (centripede). Il modello prevedeva due serie di pilastri di sostegno per il soffitto. Il design originale fu reso standard nei punti al punto che le stazioni differivano solo per i colori dei marmi utilizzati e per i motivi presenti sulle piastrelle dei muri. Questo metodo, tuttavia, permise di migliorare i metodi di costruzione; il nuovo modello di costruzione consisteva in tunnel profondi e stazioni vicine alla superficie: questo metodo sarebbe divenuto la principale tecnica di costruzione in molte metropolitane dell'ex URSS. Nel 1962 fu aperta la linea Kalužskaja, e nel 1964 ebbe la sua prima estensione al deposito Kalužskoye, dove fu aperta una stazione temporanea in superficie.
In origine, il progetto prevedeva l'esistenza dei due rami come linee a sé stanti, che avevano origine sull'anello e che si estendevano verso le periferie. Il pesante traffico di passeggeri, però, convinse presto i costruttori a cambiare disegni. Per correggere il progetto originario, fu deciso di collegare i due rami con una nuova tratta e di alleviare il traffico della linea circolare tramite diversi punti di interscambio. Nel 1970 avvenne la prima estensione verso nord da Oktjabr'skaja, nel punto in cui la linea si univa alla Linea Tagansko-Krasnopresnenskaja presso la stazione di Kitaj-Gorod, e per la prima volta fu aperta una banchina di interscambio che servisse entrambe le linee. Infine, alla fine del 1971, le linee di unirono con la sezione centrale, formando la Linea Kalužsko-Rižskaja. Le due stazioni che formarono il tratto finale utilizzarono un nuovo metodo di idroisolazione, che fu costruito separatamente anziché montarlo pezzo per pezzo. Quest'opera permise di effettuare il lavoro di tre mesi in poco più di una settimana.
Dopo l'unione dei rami, la linea divenne un'arteria di trasporto a tutti gli effetti. Furono poi condotte diverse politiche di estensione; una fu verso nord, aperta nel 1978, che permise alla tarda architettura sovietica di fiorire nelle sue quattro stazioni che si estendevano dai Giardini Botanici Russi verso i nuovi quartieri di Babuškino e Medvedkovo, a cui fu aggiunto un nuovo deposito. Parte del tracciato necessitò la costruzione di un tunnel per poter attraversare il fiume Jauza.
Allo stesso tempo, vi sono stati diversi progetti riguardo al ramo meridionale. Nel 1974 fu chiusa la stazione temporanea situata nel deposito e la linea raggiunse Beljaevo. Nel 1980 fu aperta un'altra nuova stazione, Šabolovskaja, situata a metà del ramo già esistente tra Oktjabr'skaja e Leninskij Prospekt. La stazione fu aperta senza il verificarsi di nessuna interruzione nel servizio.
Alla fine degli anni ottanta iniziarono i lavori sul tratto finale sud-occidentale, verso i nuovi quartieri di Kon'kovo e Jasenevo: la metropolitana raggiunse il limite del Parco Bitsa nel 1990.

## Cronologia
| Tratto                                    | Apertura          | Lunghezza    |
| ----------------------------------------- | ----------------- | ------------ |
| Prospekt Mira–VDNCh                       | 1º maggio 1958    | 4,5 km       |
| Oktjabr'skaja–Novyje Čerjomuški           | 13 ottobre 1962   | 8,1 km       |
| Novyje Čerjomuški–Kalužskaja (temporanea) | 14 aprile 1964    | 1,5 km       |
| Oktjabr'skaja–Kitaj-Gorod                 | 30 dicembre 1970  | 3,9 km       |
| Kitaj-Gorod–Prospekt Mira                 | 31 dicembre 1971  | 3,2 km       |
| Novyje Čerjomuški–Beljaevo                | 12 agosto 1974    | 3,6 - 1,5 km |
| VDNCh–Medvedkovo                          | 30 settembre 1978 | 8,1 km       |
| Šabolovskaja                              | 6 novembre 1980   | N/A          |
| Beljaevo–Tëplyj Stan                      | 6 novembre 1987   | 2,9 km       |
| Tëplyj Stan–Bitcevskij Park               | 17 gennaio 1990   | 3,6 km       |
| Totale                                    | 24 stazioni       | 37,6 km      |

### Cambiamenti di nome
| Stazione         | Nome precedente   | Periodo   |
| ---------------- | ----------------- | --------- |
| VDNCh            | VSChV             | 1958-1959 |
| Aleksejevskaja   | Scherbakovskaja   | 1966-1990 |
| Aleksejevskaja   | Mir               | 1958-1966 |
| Prospekt Mira    | Botanicheskij Sad | 1958-1966 |
| Tret'jakovskaja  | Novokuznetskaja   | 1970-1983 |
| Kitaj-Gorod      | Ploščad'Nogina    | 1970-1990 |
| Sucharjevskaja   | Kolkhoznaja       | 1971-1990 |
| Novojasenevskaja | Bitcevskij Park   | 1990-2009 |

## Interscambi
| Linea                             | Stazione                             |
| --------------------------------- | ------------------------------------ |
| Linea Sokol'ničeskaja             | Turgenevskaja                        |
| Linea Zamoskvoreckaja             | Tret'jakovskaja                      |
| Linea Kol'cevaja                  | Prospekt Mira, Oktjabr'skaja         |
| Linea Tagansko-Krasnopresnenskaja | Kitaj-Gorod                          |
| Linea Kalininskaja-Solncevskaja   | Tret'jakovskaja                      |
| Linea Ljublinskaja                | Turgenevskaja                        |
| Linea Bol'šaja kol'cevaja         | Kalužskaja, Rižskaja                 |
| Linea Butovskaja                  | Novojasenevskaja                     |
| Monorotaia di Mosca               | VDNCh                                |
| Anello centrale di Mosca          | Botaničeskij sad, Leninskij Prospekt |

## Materiale rotabile
La linea si serve di due depositi, Kalužskoe (№ 5) e Sviblovo (№ 10), a cui sono rispettivamente assegnati 42 e 38 treni da otto carrozze. Gran parte dei trani operanti sulla linea sono modelli 81-717.5/714.5 del 1987, ma 12 sono della nuova serie 81-717.5M/714.5M, aggiunti al parco veicoli di Sviblobo nel 1996—1997.

## Sviluppi recenti e progetti futuri
Attualmente, la linea è completa e non sono previste estensioni nel futuro immediato. Tuttavia, esistono delle proposte: la prima è di collegare la città di Mytišči, nell'Oblast di Mosca, con la Metropolitana di Mosca, anche se l'iniziativa è stata dichiarata inutile dal sindaco della città. Un'altra proposta è quella di estendere la linea da Bitcevskij Park alla fermata Annino della Linea Serpuchovsko-Timirjazevskaja, progetto di improbabile realizzazione a causa dell'area protessa del Parco Bitsa; esiste anche un progetto di allungamento della Linea di metropolitana leggera Butovskaja fino al ramo meridionale della Kalužsko-Rižskaja.
La mancanza di una stazione di interscambio con la linea Serpuchovsko-Timirjazevskaja è stata oggetto di discussioni, ed esiste pertanto un progetto di una nuova stazione, Yakimanka, situata tra Oktjabr'skaja e Tret'jakovskaja, che sarebbe collegata a Poljanka.
Ci sono diversi progetti di modernizzazione delle vecchie stazioni: a VDNCh nel 1997 è stata aggiunta una seconda entrata, e ad Akademičeskaja sono state sostituite le vecchie piastrelle in ceramica che rivestivano le mura, sostituendole con pannelli di alluminio. Recentemente è emerso che la ferrovia circolare di Mosca sarà convertita in una forma di trasporto urbano; se così avverrà, saranno aperto i nuovi punti di interscambio a Leninskij Prospekt e a Gagarina Ploščad'.